# Диффенбахер, Иоганн Фридрих
Иоганн Фридрих Диффенбахер (нем. Johann Friedrich Dieffenbacher; 16 сентября 1801, Кальмбах, ныне в составе Бад-Вильдбада — 16 апреля 1882, Ульм) — немецкий органист и хоровой дирижёр.
Сын школьного учителя. В 1823—1830 гг. органист в церкви Святой Марии в Ройтлингене, руководил Ройтлингенским певческим обществом.
С 1830 г. и до конца жизни органист и музыкальный руководитель Ульмского собора, также преподавал пение в учительской семинарии и Королевской гимназии Ульма. В 1850 году руководил первым фестивалем Швабского певческого союза (нем. Schwäbischer Sängerbund), в ходе которого дирижировал Реквиемом Моцарта. В 1856 году вместе с тремя приглашёнными органистами — Якобом Адамом Зайтцем, Иоганном Георгом Фрехом и Фридрихом Ригелем — участвовал в инаугурации нового органа Ульмского собора, сооружённого Эберхардом Валькером, с четырьмя мануалами, двумя педалями, 100 регистрами и 6564 трубами — на тот момент одного из крупнейших в мире и самого технически новаторского в Германии, — а в 1881 году провёл торжественный концерт в честь 25-летия этого органа.
Награждён золотой медалью Ордена Вюртембергской короны (1877).